# Dilmer Martínez
Dilmer Anael Martínez Arriola (San Pedro Sula, Cortés, Honduras; 27 de agosto de 1999) es un futbolista hondureño. Juega como defensa y su actual club es el Real España de la Liga Nacional de Honduras.

## Clubes
| Club        | País     | Año           |
| ----------- | -------- | ------------- |
| Real España | Honduras | 2019-Presente |